# Більжо Андрій Георгійович

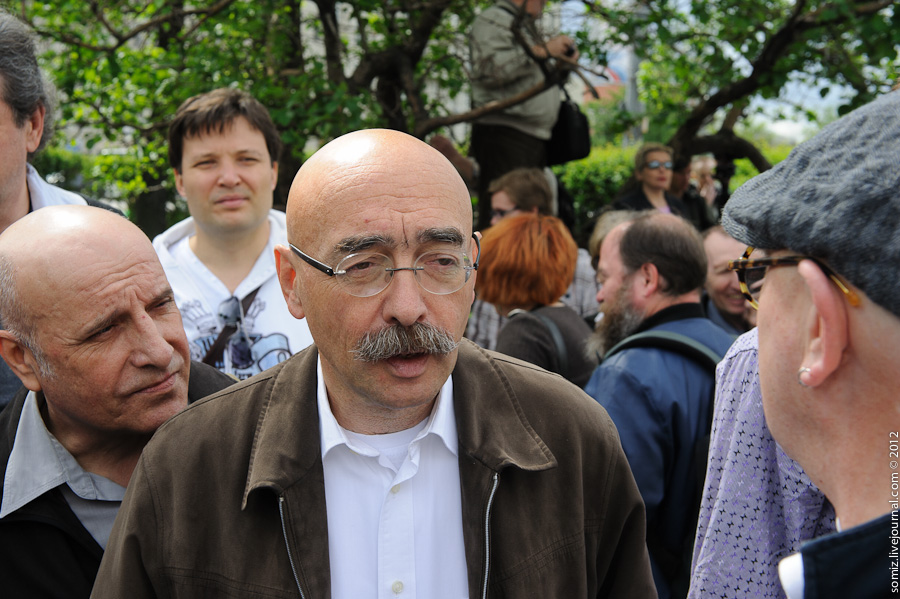
Андрій Більжо (в центрі)

Андрій Георгійович Більжо (рос. Андрей Георгиевич Бильжо; * 26 червня 1953, Москва, Російська РФСР) — російський художник-карикатурист, гуморист. За професією — лікар-психіатр. Працює в галузі книжкової ілюстрації, авторської книги, анімації, дизайну інтер'єру. Головний художник журналу «Магазин». Член Спілки художників Росії і Спілки дизайнерів Росії. Академік Академії графічного дизайну. Почесний член Російської академії мистецтв. Ресторатор. Актор і продюсер.

## Життєпис
Народився в інтернаціональній родині: батько — росіянин, мати — єврейка. Обидва діда були репресовані і розстріляні. Навчався в Московській художній школі при Палаці піонерів. В 1976 закінчив 2-й Московський медичний інститут за фахом «лікар-психіатр». Під час навчання захопився карикатурою і графікою. Після закінчення інституту працював науковим співробітником НДІ гігієни водного транспорту, кілька років був судновим лікарем. Закінчив ординатуру, захистивши дисертацію з проблем юнацької шизофренії. Кандидат медичних наук. Десять років працював психіатром у різних психіатричних лікарнях і в Інституті психіатрії АМН СРСР.

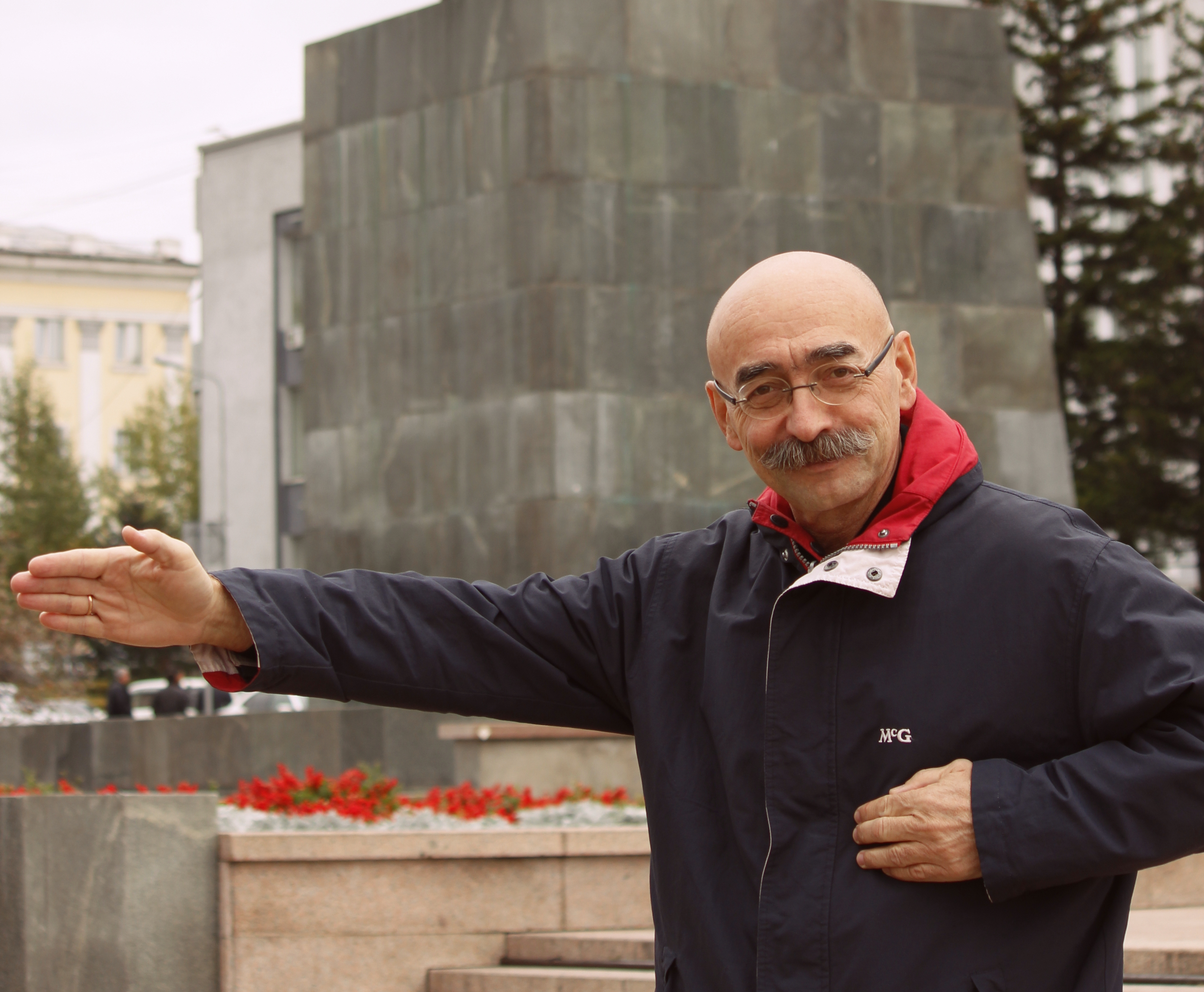
Андрій Більжо пародіює Леніна, Улан-Уде, вересень 2012

З 1975 друкувався як карикатурист в газетах «Московский комсомолец», «Литературной газете» та інших виданнях. З 1989 займається живописом.
П'ятнадцять років працював у видавничому домі «Коммерсантъ» головним художником-карикатуристом. В цей час створив відомого персонажа «Петровича», завдяки якому здобув популярність як карикатурист. «Петрович» являє собою збірний образ маленької людини сучасної Росії. Більше 15 років працював в газеті «Известия», де вів авторську рубрику і щотижня публікував свої нові карикатури. Покинув газету влітку 2010 після відмови редакції публікувати нові карикатури.
З 1996 працює на телебаченні в ряді проектів Леоніда Якубовича, Віктора Шендеровича.
В 2007 карикатури були використані в рекламній кампанії компанії Google.
Автор декількох книг.
Лауреат премії «Золотий Остап» (1994).
В Росії піддавався жорсткій критиці через несприйняття авторитаризму.

## Громадянська позиція

### Скандал з психічним діагнозом Космодем'янської
В грудні 2016 отримав широку і скандальну в Росії відомість після заяви, що Зоя Космодем'янська, російська радянська героїня, була психічно хворою (шизофренія). Заява викликала жорстку дискусію в російському суспільстві.

### Визначення стану громадянського суспільства в Росії
Визначає стан громадянського суспільства в путінській Росії як отупіння, яке триває «протягом останніх 15-20 років».

### Російсько-українські відносини
У 2018 підтримав звернення Європейської кіноакадемії на захист ув'язненого у Росії українського режисера Олега Сенцова.